# Hartenholm
Hartenholm település Németországban, Schleswig-Holstein tartományban. Lakosainak száma 1974 fő (2023. december 31.).

## Népesség
A település népességének változása:
| Lakosok száma | 1179 | 1837 | 1815 | 1930 | 1959 | 1974 |
|               | 1975 | 2017 | 2019 | 2021 | 2022 | 2023 |